# Manuel Silva Acevedo
Manuel Silva Acevedo (Santiago, 10 de febrero de 1942) es un poeta chileno de la llamada generación literaria de 1960 o generación dispersa. En 2016 fue galardonado con el Premio Nacional de Literatura.

## Biografía
Nació en calle Ejército y su infancia y primera adolescencia transcurrieron en el barrio República, en las calles Toesca, Carrera, Sazié, Gay y Domeyko, y en la pequeña plaza Manuel Rodríguez. Aprendió sus primeras letras en la escuela parroquial de calle Vergara y realizó sus estudios secundarios en el Instituto Nacional, donde en 1959 fue presidente de su Academia de Letras, y los superiores en el Instituto Pedagógico y la Escuela de Periodismo de la Universidad de Chile. 
Empezó a escribir a los 15 años, cuando estudiaba en el Instituto Nacional, y publicó su primer poemario, Perturbaciones, en 1967, a los 25. 
Silva Acevedo alcanzó su consagración con su segundo libro Lobos y ovejas, en 1972, con el premio de la Universidad Austral y la revista Trilce, pero publicado por la galería de Paulina Waugh solo cuatro años más tarde, en 1976, en una plaquette. Pero el tomo desapareció ese mismo año en el incendio intencional ocurrido en dicha galería.
"Se transformó entonces, como tantas cosas de ese período, en una latencia, en un poema fantasma, fotocopiado, comentado tras bambalinas, susurreado, inexistente en el escenario público y sin embargo de una presencia feroz. Feroz y ambigua, como el poema mismo. Un poema que desafiaba toda manera de hablar de él, especialmente en ese tiempo de perseguidores y perseguidos, de banderas desplegadas e inequívocas. Un poema a la vez mínimo y escandaloso, un pequeño clásico en sordina, un hito en la literatura chilena", diría dos décadas más tarde la crítica Adriana Valdés.

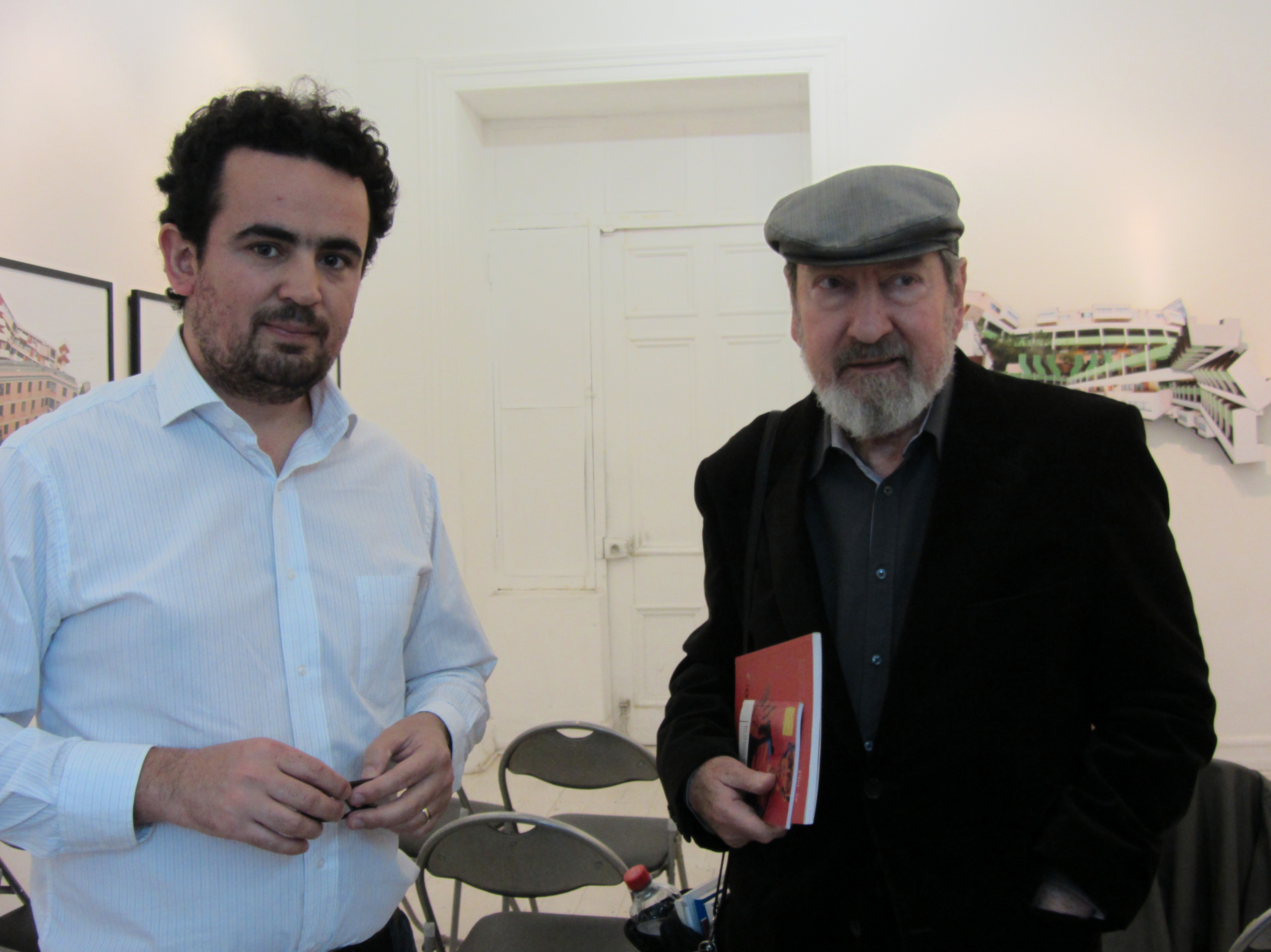
El editor Ernesto Pfeiffer y Silva Acevedo antes de una lectura del poeta en la librería Metales Pesados de Valparaíso en 2015

Trabajó durante 25 años como "creativo en publicidad", época en la que "escribía a contrapelo, con mucha dificultad y dolor".
En 1990 abandonó esas labores, así como también "el alcohol y los cigarrillos", y comenzó su colaboración con la Editorial Universitaria, donde, entre otras cosas, ha realizado ediciones de poetas chilenos como Ángel Cruchaga Santa María y Max Jara.
Su obra poética "es destacada por las más importantes antologías dentro y fuera del país, y parte de ella ha sido traducida al inglés, alemán, francés e italiano"; en 2014 Cara de hereje (2000) fue traducido al griego por Jaime Svart y Anna Kapara y Lobos y ovejas apareció en Buenos Aires en versión bilingüe con traducción al inglés de Daniel Borzutzky.
El crítico Grínor Rojo ha dicho de Silva Acevedo: “Nacido a la poesía cuando Nicanor Parra había practicado ya el gran corte en la historia literaria de nuestro país y cuando Enrique Lihn empezaba recién a encontrar su voz. Silva Acevedo se abrió camino entre estos dos grandes maestros. Aprendió de Parra el desparpajo, el ácido corrosivo de la antipoesía. De Lihn, la supervivencia lírica en medio del desastre, la certidumbre de que el poema vivía, que podía vivir a pesar de todo, a pesar del desmoronamiento del mundo, como un argumento, insuficiente, pero un argumento al fin, para la discusión con (¿en contra de o a favor de?) la muerte”.

## Obras

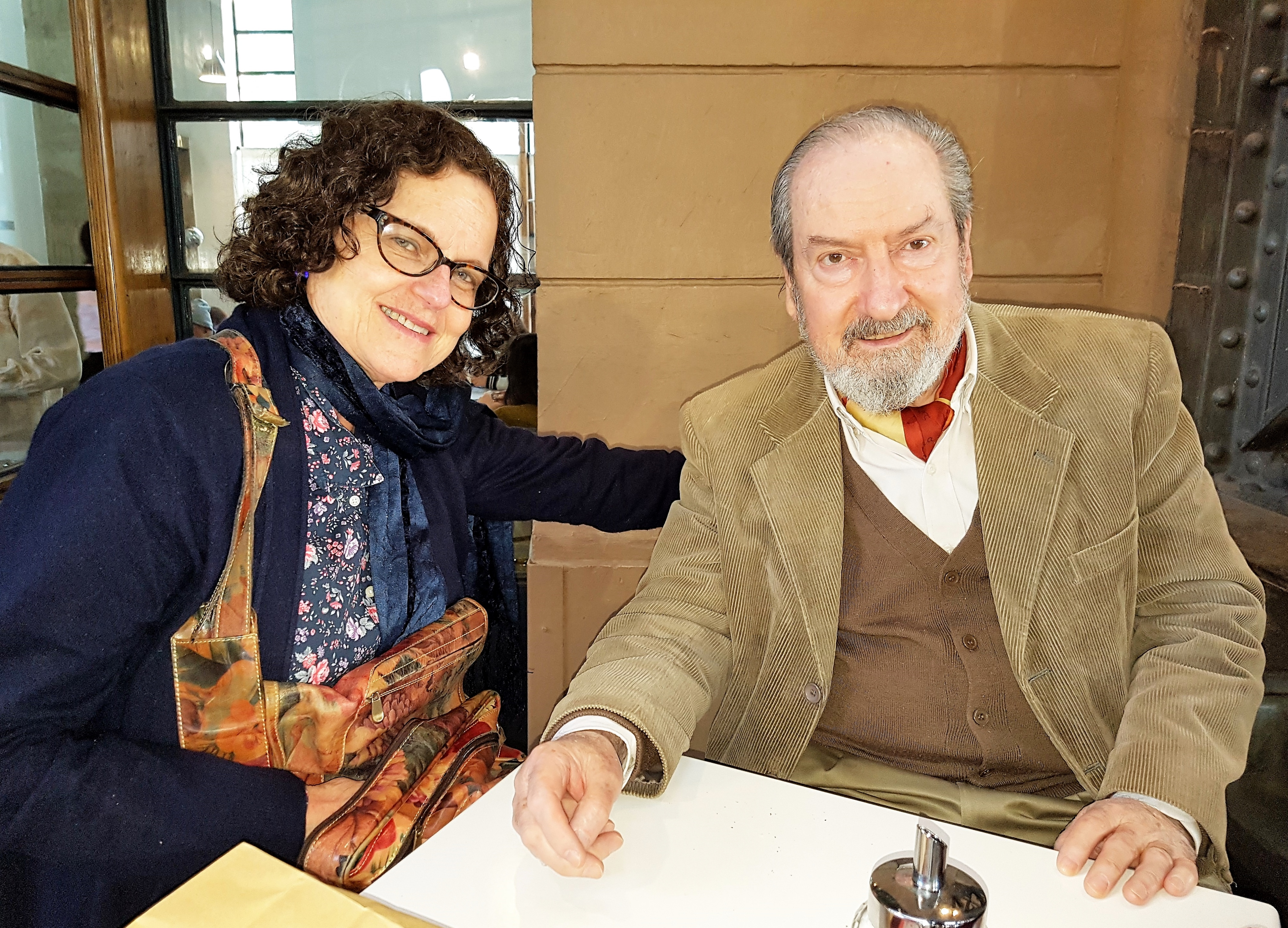
Silva Acevedo con su esposa Sabine Romero en la FILSA 2017

- Perturbaciones, Ediciones Renovación, Santiago, 1967
- Lobos y ovejas (1972), Edición Galería de Arte Paulina Waugh, Chile, 1976 (Eloísa Cartonera, Buenos Aires, 2004; Ediciones Universidad Diego Portales, Santiago, 2009; edición bilingüe castellano/inglés con traducción de Daniel Borzutzky,[10] de Melón Editora, Buenos Aires, 2014)
- Mester de bastardía, Ediciones El Viento en la Llama, Santiago, 1977
- Monte de Venus, Editorial del Pacífico, Santiago, 1979
- Terrores diurnos, Edición privada, 1982
- Palos de ciego, Ediciones LAR, Madrid / Santiago, 1986
- Desandar lo andado, Ediciones Cordillera, Ottawa, Canadá, 1988
- Wölfe und Schafe (Lobos y ovejas), Christian Rohr Verlag, Múnich, Alemania, 1989
- Canto rodado, Editorial Universitaria, Santiago, 1995
- Houdini, con Guillermo Frommer, Libro de Artista, Santiago, 1996
- Suma alzada, antología, Fondo de Cultura Económica, Santiago, 1998
- Cara de hereje, LOM Ediciones, Santiago, 2000 (édición bilingüe español/griego, Atenas, 2014, con traducción de Jaime Svart y Anna Kapara)
- Día quinto, Universitaria, Santiago, 2002
- Bajo palabra, CD, Poetas-Siglo XXI, Ediciones Rayentrú, Santiago, 2004
- Campo de amarte Cuarto Propio, Santiago, 2006 (Editorial Lisboa, Buenos Aires, 2015)
- Escorial, antología, Editorial Andrógino, México, 2007
- Contraluz, antología, Editorial Pfeiffer, Colección 33, Santiago, 2010
- Lazos de sangre, Camino del Ciego Ediciones, Los Ángeles (Chile), 2011
- Punto de fuga, antología, Ediciones UFRO, Temuco, 2015
- Antes de doblar la esquina, Camino del Ciego Ediciones, Los Ángeles (Chile), 2016
- A sol y a sombra, antología (1967-2015), selección del autor; LOM, Santiago, 2016
- Recidiva, antología, incluye Lobos y ovejas, además de su poesía posterior; Amargord, Madrid, 2017
- Loups et Brebis, edición bilingüe español-francés, traducción de Lobos y Ovejas por María Isabel Mordojovich y Ana Luna Fédèle, posfacio de Antonio Skármeta, Editorial Bruno Doucey, collección Soleil noir, París 2020,  (ISBN 978-2-36229-283-5)
- Bajo palabra. Poesia escogida, Editorial UV, Valparaiso, 2022, 300 páginas (ISBN 978-956-214-231-1)
- Espiral, Editorial Fundación Pablo Neruda,Santiago, 2024, ( ISBN 978-956-7822-14-0)
- Día Quinto / Cinquième jour, edición bilingüe español-francés, traducción de María Isabel Mordojovich y Ana Luna Fédèle, posfacio de Gastón Soublette, Editorial El Español de Shakespeare, Santiago, 2024 (ISBN 978-956-9385-42-1)

## Premios y reconocimientos
- Beca del Taller de Escritores de la Universidad Católica (1969)
- Premio Luis Oyarzún 1972 con Lobos y ovejas (otorgado por la revista Trilce y la Universidad Austral)
- Libro de Oro 1977 para su libro Mester de bastardía
- Beca de la Fundación Andes (1996)
- Premio Eduardo Anguita 1997 de la Editorial Universitaria[11]
- Beca del Consejo Nacional del Libro y la Lectura (1998)
- Finalista del Premio Altazor de Poesía 2002 con Día quinto
- Premio del Círculo de Críticos de Valparaíso 2003 por Día quinto
- Premio Jorge Teillier 2012 (Universidad de La Frontera)[12]
- Premio Nacional de Literatura de Chile (2016)